# Felipe Andreoli
Luiz Felipe Guimarães Andreoli (São Paulo, 5 de fevereiro de 1980) é um jornalista, humorista e repórter brasileiro.
É casado com Rafa Brites. Felipe foi apresentador do Globo Esporte, programa transmitido pela TV Globo, entre 2019 e 2024.

## Biografia
Jornalista formado na FIAM, desde pequeno acompanhava o pai, Luiz Andreoli, trabalhando nas grandes redes como Globo, Record e Bandeirantes. Começou na TV Record aos 19 anos; desde então já atuava em frente às câmeras num bate papo de jovens na programação evangélica do canal. Depois teve uma passagem pela Rede Gospel, fazendo reportagens esportivas e trabalhando ao lado do pai.
Após esse período transferiu-se para a TV Cultura, onde ficou por quase cinco anos, um deles trabalhando na produção. Fez matéria de todas as editorias, desde cotidiano até cultura, mas sempre com forte ligação com esporte. Ainda na Cultura trabalhou como repórter e chegou a apresentar o noticiário do meio-dia no canal.

### Band
A transferência para a Band aconteceu em 2007 para integrar a nova equipe esportiva. Após um ano passou a integrar a equipe do programa Custe o Que Custar (CQC), sendo um dos destaques do programa (que dobrou a audiência da Band no horário). Lá, Andreoli fez principalmente reportagens esportivas.
Na época, fez sucesso com seu show de humor solo, "Que história é essa?", onde o jornalista revelava seu lado humorístico e nada convencional. Interagindo com a plateia, Felipe tirava do baú divertidas histórias da infância, bastidores das emissoras de TV e contava sua trajetória até os dias de hoje. Ainda na Band, apresentou o Deu Olé!, aos sábados.

### Desimpedidos
Foi integrante do Desimpedidos no YouTube͵ onde apresentava o programa "Desandreoli", no qual comentava lances do futebol, com uma pitada de humor.

### Grupo Globo (TV Globo/SporTV)
Após sua saída do programa CQC, Felipe foi contratado pela Rede Globo em dezembro de 2014, para apresentar o programa esportivo com humor Extra Ordinários, junto com Eduardo Bueno, Maitê Proença e Xico Sá no SporTV e ser repórter do programa Encontro com Fátima Bernardes.
Em 16 de março de 2017, é anunciado que Felipe passará a fazer o Esporte Espetacular ao lado de Fernanda Gentil. Ele substituiu Flávio Canto, que passou a ser repórter.
Em 7 de maio de 2019, Andreoli é confirmado como novo apresentador do Globo Esporte SP, no lugar de Ivan Moré, sendo substituído no dominical por Lucas Gutierrez.
No ano de 2024, Felipe Andreoli confirmou em suas redes sociais sua demissão da TV Globo após 10 anos. Ele foi apresentador da edição paulista do Globo Esporte durante 5 anos (2019-2024). O jornalista explicou que pediu demissão para ter mais tempo com os filhos Rocco, de sete anos e Leon, de dois, frutos do casamento com a também apresentadora Rafa Brites. No dia 31 de outubro, o jornalista apresentou pela última vez o esportivo, e no discurso final não conteve a emoção. "Tá acabando o Globo Esporte de hoje, e minha jornada por aqui também. Eu fiz uma continha básica, foram quase 2 mil programas ao seu lado, dividindo esse horário do almoço, tão especial. Eu era aquele garotinho, que assistia ao Globo Esporte na companhia de outros apresentadores, comendo e realizando meu sonho", discursou. Obrigado à Globo, essa casa maravilhosa, que me deu essa oportunidade de realizar esse sonho. Foram muitos lugares, foi Encontro com a Fátima, Ana Maria Braga, SporTV, Extraordinário, Copas, Olimpíadas, Zona Mista, eu só tenho a agradecer", completou. "A jornada continua, o Esporte não para nunca, o Globo Esporte não para nunca, a gente se encontra em outras jornadas. Um beijo e tchau", encerrou, segurando as lágrimas.

## Vida pessoal
Oficializou casamento com Rafa Brites em 26 de novembro de 2011. Fruto do casamento, o casal tem dois filhos: Rocco, nascido em 2 de fevereiro de 2017 e Leon, nascido em 22 de fevereiro de 2022. Os dois filhos nasceram em São Paulo.

## Filmografia

### Televisão
| Ano     | Título                        | Emissora           | Função       | Notas |
| ------- | ----------------------------- | ------------------ | ------------ | ----- |
| 2008-14 | CQC                           | Band               | Repórter     |       |
| 2015-16 | Extra Ordinários              | SporTV             | Colunista    |       |
| 2016-17 | Encontro com Fátima Bernardes | TV Globo           | Colunista    |       |
| 2017-19 | Esporte Espetacular           | TV Globo           | Apresentador |       |
| 2019-24 | Globo Esporte SP              | TV Globo São Paulo | Apresentador |       |
| 2020-24 | Mais Você                     | TV Globo           | Colunista    |       |
| 2025    | Power Couple Brasil           | Record             | Apresentador |       |
| 2025    | Love & Dance                  | Record             | Apresentador |       |
| 2025    | Game dos 100                  | Record             | Apresentador |       |